# Palazzo degli Anziani (Pistoia)
Il palazzo degli Anziani (noto anche come palazzo di Giano) è il palazzo comunale di Pistoia, situato in piazza del Duomo. Costruito tra XIII e XIV secolo, è ancora sede del municipio cittadino. Ospita anche il Museo civico.

## Storia
Al palazzo è attribuito comunemente il nome di palazzo di Giano in riferimento al podestà Giano della Bella. Tuttavia, nonostante le incertezze sull'esatta cronologia dell'edificio, si ritiene che la principale fase costruttiva risalga al secondo quarto del XIV secolo, mentre Giano fu podestà nel primo semestre del 1294. Sotto la podesteria di Giano risultano solamente i primi acquisti di case sul terreno dove sorgerà poi il palazzo comunale.
Nel febbraio 1339 inizia per l'edificio, già costruito su due piani, una fase di ampliamento in linea con un ambizioso progetto finale e vengono così espropriate le case contigue, appartenenti a importanti famiglie pistoiesi, tramite un particolare processo burocratico. Il Consiglio generale approva la proposta di esproprio delle abitazioni, ma sancisce anche che si debba procedere alla stima delle case così da risarcire il proprietario; tale stima dovrà essere la media aritmetica delle valutazioni date da tre commissioni differenti. Questo iter burocratico dimostrava la priorità dell'interesse pubblico rispetto a quello privato, ma anche la garanzia dei diritti del cittadino possessore del bene espropriato in quanto risarcito tramite un procedimento rapido e obiettivo: in soli ventisei giorni l'intera procedura di esproprio fu conclusa.

## Descrizione
All'esterno si trova al centro della facciata un grande stemma Medici con ornamenti in bronzo, in onore di Clemente VII. La testa di marmo nero a sinistra del finestrone centrale fu detta di Grandonio de' Ghislieri, eroe semileggendario di un sacco nelle Isole Baleari nel XII secolo, o secondo altre fonti, del traditore Filippo Tedici, a monito di ignominia, come si soleva mettere le teste dei condannati su una picca. Le chiavi appese sotto la testa, sebbene dette delle "Baleari", sono piuttosto quelle delle carceri cittadine nel 1399, a simboleggiare l'apertura delle medesime durante le processioni di Penitenza introdotte dalla Compagnia dei Bianchi; la mazza ferrata è infine pure attribuita a Grandonio.

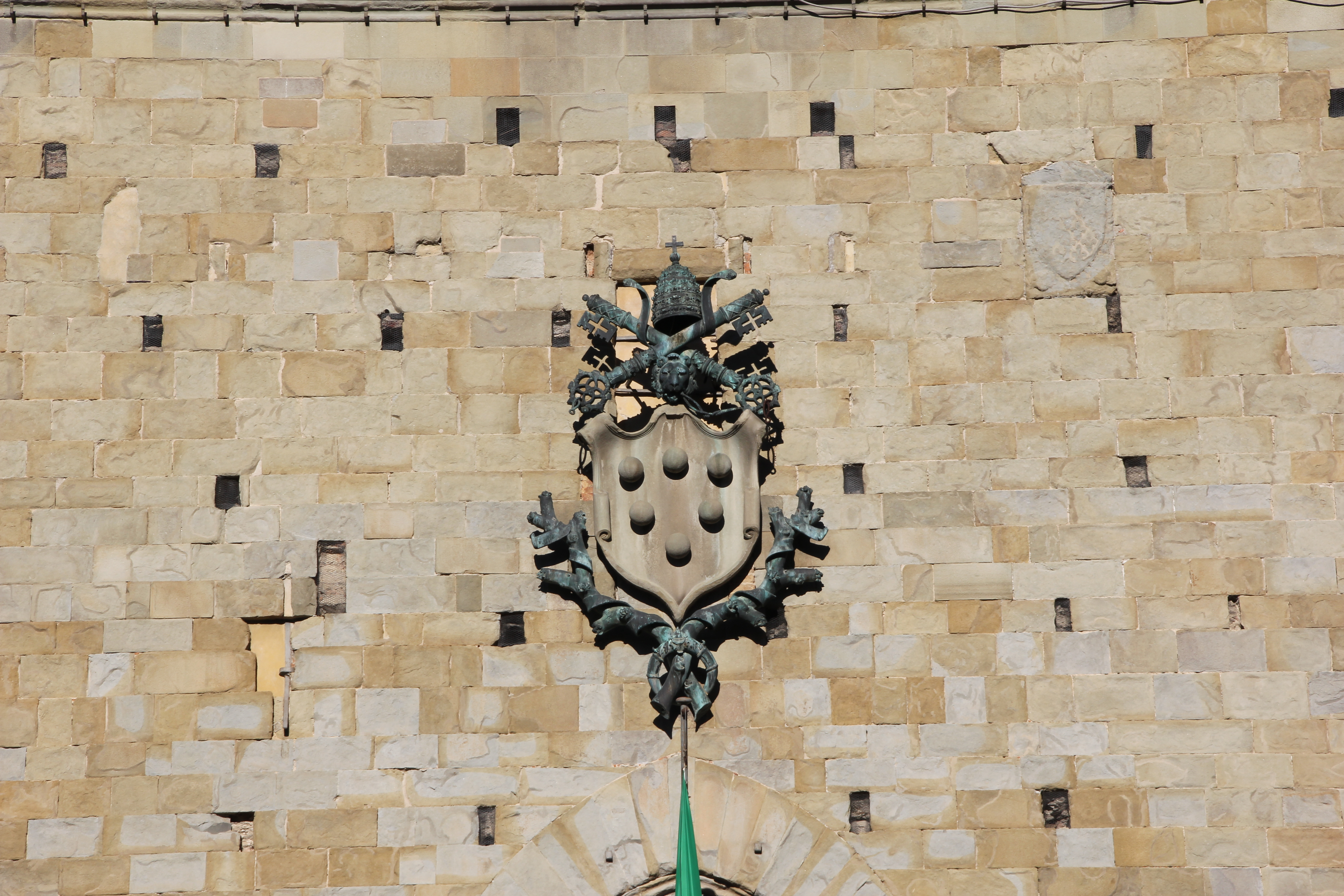
Stemma di Clemente VII